# Lipani Birta
Lipani Birta (en népalais : लिपनी बिर्ता) est un comité de développement villageois du Népal situé dans le district de Parsa. Au recensement de 2011, il comptait 6 938 habitants.